# Евгеника (альбом)
«Евгеника» — одиннадцатый студийный альбом группы «Браво», выпущенный в 2001 году.

## Об альбоме
Запись альбома проходила два года, успех песни «Любовь не горит» сподвигнул музыкантов на создание новой пластинки.
Альбом несколько отличается от предыдущих альбомов «Браво» (например, добавлением элементов диско, нетрадиционного для группы). Солисты — Евгений Хавтан (солирует в семи песнях) и Роберт Ленц (солирует в других пяти).
«Евгеника» стала первым альбомом «Браво», в котором большинство песен спел руководитель группы Евгений Хавтан. Слово «Евгеника» имеет морфемное сходство с его именем, но наличие в этом намёка на себя он отрицает.
На песни альбома было снято три клипа: «XX век», «Любовь не горит» и «Я вернусь»; последний, авторства группы студентов из ВГИКа, Хавтан считает более удачным.
У Роберта Ленца было желание спеть песню «Не с тобой», но в итоге песня вошла в альбом в исполнении Евгения Хавтана.

## Критика
Обозреватель Музыкальной газеты отрицательно воспринял пластинку и отметил, что музыканты ничего нового на «Евгенике» не продемонстрировали. «Вся музыка на альбоме создана в том стиле, к которому коллектив двигался с начала своего рождения, и хватает сил насладиться только некоторыми аранжировками, владением музыкальными инструментами и профессионализмом, выхоложенным и бесполезным...»
Алексей Мажаев из Intermedia дал положительную оценку диску и заявил, что новый альбом «Браво» — это возвращение без ухода и доказательство жизнеспособности подувядшей было группы и просто крепкая профессиональная работа. По мнению Мажаева, лучшими номерами на альбоме являются «Я вернусь», «Любовь не горит» и потрясающе красивый трек «Неспящие». Рецензент отметил, что эксперимент с Евгением Хавтаном в роли вокалиста удался на славу, так как наиболее интересно смотрятся композиции, спетые именно Хавтаном. «Представленные на пластинке новинки свидетельствуют о мучительном поиске Браво своего места в воцарившемся мире рокопопса. Песни «На шелковом парашюте», «Незнакомка», «С днем рождения» и «Не с тобой» напоминают «бравистам» со стажем о благословенных временах Валерия Сюткина, хотя эти композиции недотягивают до уровня классических произведений  «Московский бит» и «Стиляги из Москвы».

## Список композиций
1. «Любовь не горит» (Е. Хавтан, В.Цветков)
2. «На шелковом парашюте» (Е. Хавтан, О.Чилап)
3. «Буги — автостоп» (Е. Хавтан, О.Чилап)
4. «С днем рождения» (Е. Хавтан, Р.Керимов)
5. «Не с тобой» (Е. Хавтан, В.Цветков)
6. «Незнакомка» (Е. Хавтан, В.Цветков)
7. «Я вернусь» (Е. Хавтан, О.Чилап)
8. «Мауна Лоа» (Е. Хавтан, Е.Головин)
9. «Песня облаков» (Е. Хавтан, О.Чилап)
10. «Маленький помощник весны» (Е. Хавтан, С.Ark)
11. «20-й век» (Е.Хавтан, В.Цветков)
12. «Неспящие» (Е. Хавтан, Г.Ильюша)
13. «Любовь не горит» (radio edit by Стерео Тип)

## Музыканты
- Евгений Хавтан — гитара, вокал (1,3,5,7,9,10,12).
- Роберт Ленц — вокал (2,4,6,8,11), акустическая гитара.
- Павел Кузин — ударные.
- Дмитрий Ашман — бас-гитара.
- Александр Степаненко — саксофон, клавишные, флейта, слайд-гитара.
- Продюсер — Николай Козырев
- Звукорежиссёр — Евгений Трушин

В записи альбома принимали участие:
- Светлана Шебеко — вокал (10).
- Михаил Клягин — слайд-гитара (3,8), B-bender гитара (7)
- Николай Козырев — семплирование и программирование (3,6,9,10,12)+ ремикс песни «Любовь не горит»

Альбом записан и сведён в студии MixMedia в марте-апреле 2001 года, кроме 1,2 — студия SNC  август 2000 года